# 東城站 (日本)
東城站（日语：／ Tōjō eki */?）是屬於西日本旅客鐵道（JR西日本）藝備線的車站，位於廣島縣庄原市東城町川東。
線路在此站與野馳站間跨越岡山縣和廣島縣的縣界。從新見站駛來的藝備線列車約半數班次在此站折返。至備後落合的區間爲全日本排名前列的閒散區間，每日只有3往返班次列車，都從新見站出發、終到。

## 歷史
- 1930年（昭和5年）11月25日 - 三神線矢神至此站之間開業，此站啟用。
  - 當時車站地址為廣島縣比婆郡東城町（日语：東城町）川東。
- 1935年（昭和10年）6月15日 - 三神線 此站至小奴可站之間開業。
- 1937年（昭和12年）7月1日 - 三神線成為藝備線一部分，此站成為藝備線車站。
- 1955年（昭和30年）4月1日 - 隨著東城町（第二次）成立，車站地址變為廣島縣比婆郡東城町川東。
- 1987年（昭和62年）4月1日 - 伴隨國鐵分割民營化，車站由西日本旅客鐵道（JR西日本）營運。
- 2001年（平成13年）3月3日 - 成為簡易委託車站。
- 2005年（平成17年）3月31日 - 隨著庄原市（第二次）成立，車站地址變為廣島縣庄原市東城町川東。
- 時間不明 - 前上行月台（1號月台）停止使用。新見至備後落合之間僅矢神站可進行列車交會。

## 車站構造

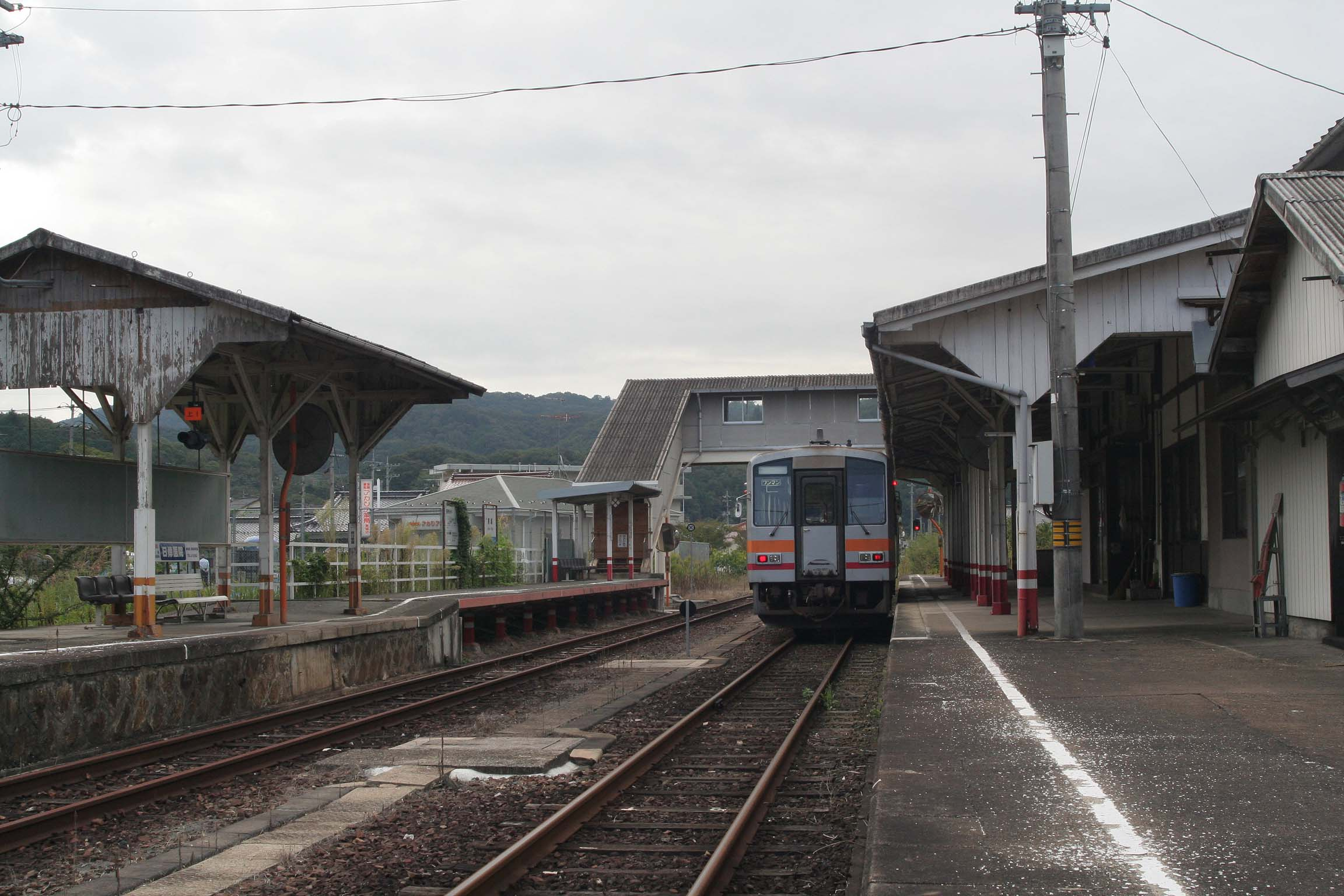
站內（2007年10月3日）

車站是一座地面車站，原本設有2面2線的相對式月台，站房位於2號月台側。對面為1號月台，與其他一般車站編排的月台編號反轉。由於跨線橋老化，前1號月台已經停止使用，不能進入。因此實際上此站只有1面1線的單式月台。備後落合方向和新見方向的列車均停在2號月台。但1號月台上還設有場內、出發信號機，此站仍然設有上行本線。有一列列車進行夜間停泊。
此站是由新見站管理的簡易委託車站，可從車站內櫃臺購票。
在藝備線過有急行列車運行時期，此站為急行列車停車站。在月台上，還印有在1972年（昭和47年）至1980年（昭和55年）之間運行的急行「山之湯」乘車位置。

## 使用狀況
以下為近年1日平均乘車人次列表。
| 年度                | 1日平均 乘車人次 |
| ------------------- | ---------------- |
| 1981年（昭和56年）  | 250              |
|                     |                  |
| 1987年（昭和62年）  | 257              |
| 1988年（昭和63年）  | 382              |
| 1989年（平成 元年） | 242              |
| 1990年（平成02年）  | 224              |
| 1991年（平成03年）  | 149              |
| 1992年（平成04年）  | 153              |
| 1993年（平成05年）  | 141              |
| 1994年（平成06年）  | 144              |
| 1995年（平成07年）  | 121              |
| 1996年（平成08年）  | 108              |
| 1997年（平成09年）  | 96               |
| 1998年（平成10年）  | 93               |
| 1999年（平成11年）  | 76               |
| 2000年（平成12年）  | 68               |
| 2001年（平成13年）  | 43               |
| 2002年（平成14年）  | 30               |
| 2003年（平成15年）  | 32               |
| 2004年（平成16年）  | 33               |
| 2005年（平成17年）  | 28               |
| 2006年（平成18年）  | 17               |
| 2007年（平成19年）  | 16               |
| 2008年（平成20年）  | 14               |
| 2009年（平成21年）  | 12               |
| 2010年（平成22年）  | 11               |
| 2011年（平成23年）  | 11               |
| 2012年（平成24年）  | 12               |
| 2013年（平成25年）  | 12               |
| 2014年（平成26年）  | 9                |
| 2015年（平成27年）  | 10               |
| 2016年（平成28年）  | 10               |
| 2017年（平成29年）  | 12               |
| 2018年（平成30年）  | 11               |

## 車站周邊
- 廣島縣道238號東城停車場線（日语：広島県道238号東城停車場線）
- 廣島縣立東城高等學校（日语：広島県立東城高等学校）
- 國道182號（日语：国道182号）
- 國道182號（日语：国道314号）
- 庄原市政廳 東城分所
- 庄原警署（日语：庄原警察署） 東城派出所
- 庄原市立東城小學
- 中國自動車道東城交匯處（日语：東城インターチェンジ）
- FRESTA 東城店

## 巴士路線
站前設有巴士站，停靠的巴士路線包括前往廣島方向的高速巴士，每日設有6往返班次（當中4往返班次前往廣島，2往返班次前往庄原）。也有前往福山的一般巴士路線和庄原市東城地區內的一般巴士路線。在巴士站附近可購買車票和PASPY。
高速巴士路線
- 廣島 - 三次 - 庄原 - 東城線（日语：広島 - 三次 - 庄原 - 東城線）
  - 廣島站前、廣島巴士中心（日语：広島バスセンター）⇔東城站前

一般巴士路線
- 備北交通（日语：備北交通）
  - 除了中國巴士班次外的東城出發路線
  - 東城市街地循環巴士
  - 東城廢止替代等巴士
- 中國巴士（日语：中国バス）
  - 東廻油木、東城線　 東城站前⇔油木車廠（在油木車廠轉乘巴士前往福山站前）（平日設有4往返班次，星期六設有3往返班次，假日設有1往返班次）

備北交通、中國巴士可使用PASPY。

## 相鄰車站
西日本旅客鐵道（JR西日本）
 藝備線
■快速（早上只有下行1班，東城至備後落合之間各站停車）
矢神→東城→備後八幡
■普通
野馳－東城－備後八幡

## 注腳
1. ↑  廣島縣統計年鑑

## 外部連結
- 東城｜車站資訊：JR出門網 - 西日本旅客鐵道（日語）